# Rhynchospora galeana
Rhynchospora galeana är en halvgräsart som beskrevs av Naczi, W.M.Knapp och G.Moor. Rhynchospora galeana ingår i släktet småag, och familjen halvgräs. Inga underarter finns listade i Catalogue of Life.